# نتريد الغاليوم
 نتريد الغاليوم مركب كيميائي له الصيغة GaN ، ويكون على شكل مسحوق بلوري أصفر . لمادة نتريد الغاليوم تطبيقات متعددة في علوم النانو.